# Jonathan Wale
Pour les articles homonymes, voir Wale.
Jonathan "Jonny" Wale, né le 15 juin 1991 à Édimbourg en Écosse,, est un coureur cycliste britannique, spécialiste de la piste.

## Palmarès sur piste

### Coupe du monde
- 2017-2018
  - 1er de la poursuite par équipes à Minsk (avec Charlie Tanfield, Harry Tanfield et Daniel Bigham)
- 2018-2019
  - 1er de la poursuite par équipes à Londres (avec Daniel Bigham, Ashton Lambie et John Archibald)
  - 2e de la poursuite par équipes à Milton

### Championnats de Grande-Bretagne
- 2017
  -  Champion de Grande-Bretagne de poursuite par équipes (avec Jacob Tipper, Charlie Tanfield et Daniel Bigham)
- 2018
  - 2e de la poursuite par équipes
- 2019
  -  Champion de Grande-Bretagne de poursuite par équipes (avec John Archibald, Daniel Bigham et Charlie Tanfield)
- 2020
  -  Champion de Grande-Bretagne du kilomètre
  -  Champion de Grande-Bretagne de poursuite par équipes (avec John Archibald, Daniel Bigham, William Perrett et Kyle Gordon)
- 2022
  -  Champion de Grande-Bretagne du kilomètre